# Eszteregnye
Eszteregnye là một thị trấn thuộc hạt Zala, Hungary. Thị trấn này có diện tích 20,09 km², dân số năm 2010 là 720 người, mật độ 36 người/km².